# Familia Garretón

## Orígenes
Según el genealogista chileno Luis Thayer Ojeda, que publicó en Valparaíso (1933) un estudio sobre la familia Garretón, el linaje tuvo su origen en Génova con Benito Garretoni, nacido en 1575, perteneciente a la Casa de su apellido, reputada como de antiguo y noble abolengo en Liguria, en el siglo XVI. Casado con Magdalena Canel, con descendencia hasta llegar a Pedro Francisco y Ambrosio Garretón, nacidos en Génova, hijos de Agustín Garretoni Borlasca y de María D’Anove, y nietos de Juan Bautista Garretoni Canel, casado con Pelma Borlasca en 1628.
Por su parte, el historiador y biógrafo argentino Jacinto Yaben, señaló en su libro sobre el coronel D. Juan Antonio Garretón, que a fines del siglo XVIII los príncipes de Aragón comenzaron a navegar el Mediterráneo con poderosas escuadras para apoyar a los cruzados establecidos en Tierra Santa. En 1282 el Rey Pedro III llamado El Grande, emprendió la conquista del sur de Italia. Estos detalles son indispensables para comprender el motivo que llevó a numerosos vasallos de los reinos españoles al país ocupado, y estas circunstancias determinaron que una rama de los Garretón se estableciera en Italia.
Pedro Francisco Garretón D’Anove se radicó en Madrid, donde fue alcalde en 1694 y 1696 y secretario del rey Felipe V en 1704. Casó en Madrid en 1680 con Clara Catalina Martínez de Mondejar. Fueron padres de Nicolás María Garretón, nacido en Madrid en el año 1680, quien en 1710, presentó las pruebas para ingresar en la Orden de Santiago.

### Rama de Chile
Por su parte, Ambrosio Garretón D’Anove, radicado también en Madrid, casó con Manuela Pibernat Anglada, de donde nace el fundador de esta familia en Chile, Juan Antonio Garretón Pibernat, natural de Zaragoza, Aragón, donde nació hacia 1714 y llegó a Chile en 1742, donde fue coronel de los Reales Ejércitos y gobernador de Chiloé.

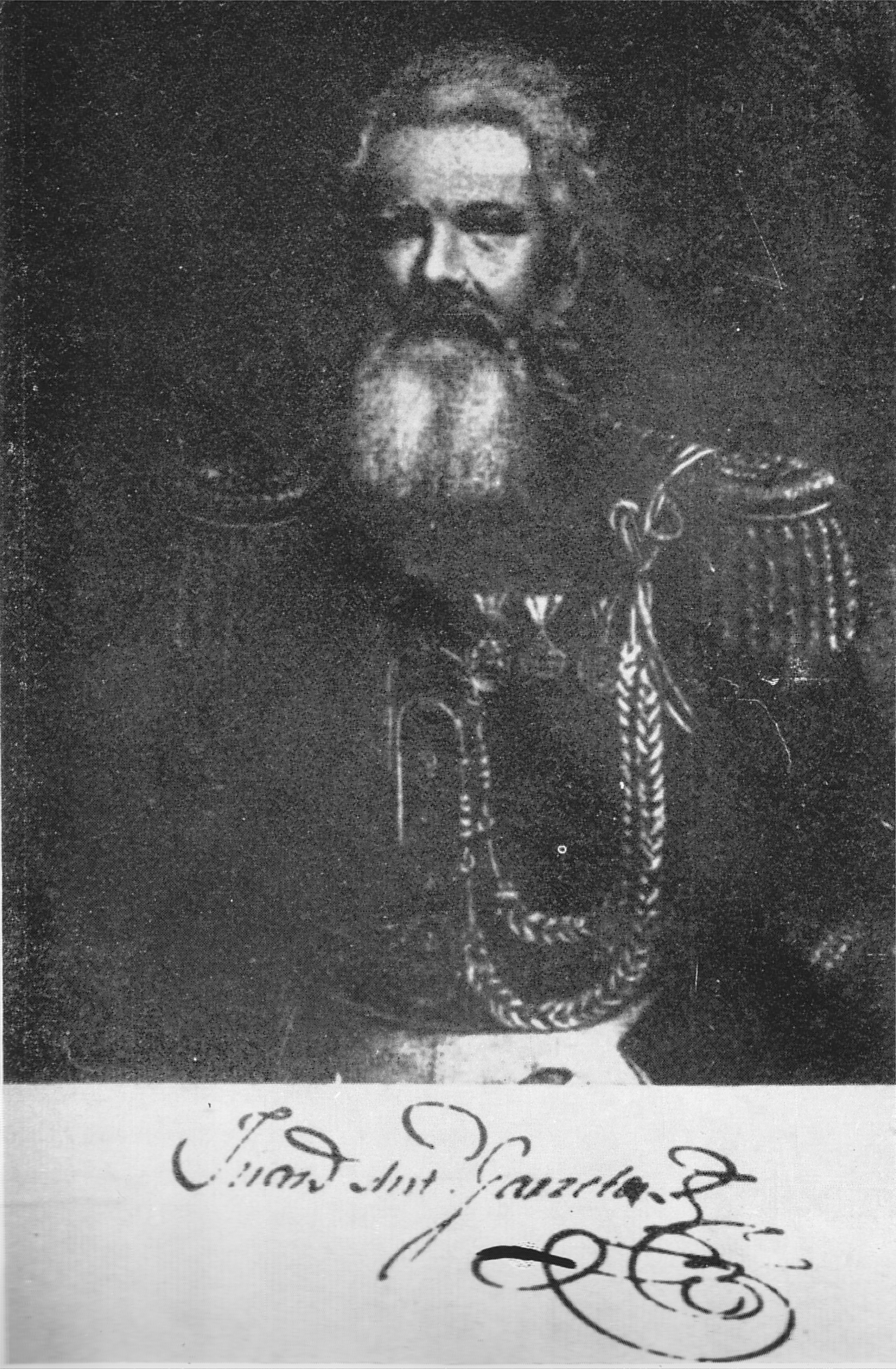
Juan Antonio Garretón Polloni.

Los servicios militares de D. Juan Antonio comenzaron en un batallón de guarnición en Valdivia. Alcanzó el grado de Coronel de los Reales del Ejército antes de 1780, donde se desempeñó como Jefe de Artillería en Lima. Antes había sido Comisario General de la Caballería de Chile (1759).
Juan Antonio Garretón Pibernat casó con Benigna Fernández y Lorca, proveniente de una noble familia de Cataluña, tuvieron 10 hijos, nacidos en Valdivia y San Carlos de Ancud, con los cuales esta familia comienza su historia y tradición en Chile, presentándose en la Colonia, en los preliminares de la Independencia de Chile y Argentina, en la Patria Vieja, Ocupación de la Araucanía, Guerra del Pacífico, y en los tiempos actuales.
En la Colonia de Chile figura:
- Juan Antonio Garretón Pibernat.

En la Independencia de Chile figuran:
- Luis Garretón Lorca.
- Vicente Garretón Lorca.
- Juan de Dios Garretón Lorca.
- Manuel Garretón Lorca.
- José Garretón Lorca.
- Pedro Garretón Galván.
- Juan de Dios Garretón Polloni.
- José Antonio Vidaurre Garretón (Hijo de Isabel Garretón Lorca).

En la Ocupación de la Araucanía y Guerra del Pacífico figuran:
- José Antonio Garretón Silva.
- Abel Garretón Silva.
- Federico Aníbal Garretón Silva.

En el Siglo XX y época actual figuran:
- Jorge Garretón Prieto.
- Pedro Garretón Saldes.
- Manuel Antonio Garretón Walker (Político).
- Alejandro Garretón Silva (Médico).
- Manuel Antonio Garretón Merino (Sociólogo).
- Óscar Guillermo Garretón Purcell (Empresario).
- Roberto Garretón Merino (Abogado Derechos Humanos).
- Benjamín Garretón Smart (Abogado Derecho Laboral).
- Faxon Alfredo Garretón Edwards (Abogado - Derecho Fusiones y Adquisiciones; Bancario y Financiero; Corporativa; Inmobiliaria; Tributario)

### Rama Argentina
Existe una rama de la familia Garretón que se estableció en la Argentina, descendientes de D. Luis Garretón Lorca, nacido en Valdivia en 1761, quien ingresó al Ejército en 1776 y para proseguir sus estudios fue trasladado a Lima (1782), donde siguió en el Batallón de Artillería, pasó al Callao (1782) y a Talcahuano (1785). Luego ingresó al Batallón de Artillería en Concepción. Fue destinado como subteniente y teniente a la guarnición de Juan Fernández. Fue comandante de la Plaza de Tucapel, Capitán (1811), secretario de la primera Junta de Guerra de Concepción (1812). Casado en Concepción, Chile, con Dª. Maria Jesús Polloni, en 1792, hija de Francisco Polloni Lepiada, Corregidor de Talca, nacido en Cádiz en 1733.
En 1812 emigró con sus hijos a Buenos Aires, y a la provincia de Tucumán, a causa de la persecución de que fueron objeto los partidarios del patriota chileno José Miguel Carrera, y aprovechando la ocasión, para servir a las tropas patriotas rioplatenses. 
En la Independencia de Argentina figuran:
- Juan Antonio Garretón Polloni.
- Juan de Dios Garretón Polloni.
- Carlos María Garretón Polloni.

Carlos María Garretón Polloni nació en Concepción, Chile, en 1793. Ingresó al Ejército en 1811 y fue como fuerza auxiliar chilena para brindar apoyo a los patriotas rioplatenses. Su hermano, Juan Antonio, se quedó en Buenos Aires y Carlos María se radicó en Tucumán, con residencia en Lules.
Participó de las luchas del Ejército del Perú. Fue subteniente del Regimiento 2 de las divisiones auxiliares del Ejército del Perú (1815), teniente de la I Compañía del Escuadrón de Dragones Veteranos de la República del Tucumán (1820), sargento mayor y luego teniente coronel de la plana mayor del Regimiento de Dragones del Soberano Congreso (1821).
Cuando las fuerzas salteñas y santiagueñas, al mando del general Güemes, invadieron Tucumán en 1821, las de esta provincia estuvieron comandadas por Abraham González, quien dispuso la formación de batalla en La Ciudadela.
En el Siglo XX y época actual figuran:
- Adolfo Garretón del Pino (Abogado e Historiador).
- Manuel Felipe Garretón Baisi (Político).
- Carlos Felipe Garretón Sanjuán (Empresario).
- Luis Ernesto Garretón Sanjuán (Economista y Empresario).
- Facundo Garretón (Emprendedor, Político y Filántropo).